# Награда Лазар Вучковић
Награда Лазар Вучковић додељује се за најбољу поезију објављену у часопису Стремљења током једне календарске године и уручује на књижевним сусретима Лазар Вучковић током септембра или октобра.

## Историјат
Установила ју је 1970. године Редакција листа Јединство у Приштини у време када је часопис Стремљења излазио у шест свезака годишње (1970—1985). Потом, када је часопис почео да излази у дванаест свезака, од 1985. године, паралелно се додељивала и награда за приповетку. С изгоном редакције Јединства из Приштине 1999. године и протеривањем Срба с Косова и Метохије, додељује се само награда за поезију.
Награду додељује Новинско-издавачка установа Панорама – Јединство. Одлуку о добитнику доноси петочлани жири. Награда се уручује у Дому културе у Грачаници у оквиру књижевне манифестације Сусрети Лазар Вучковић.
Добитник за 2009. годину је песник Слободан Ракитић за стихове објављене у часопису током исте године. Добитник за 2016. годину је академик Матија Бећковић. Добитник награде 2021. је Братислав Р. Милановић за поему „Једна глава” објављену у часопису Стремљења.

## Добитници

#### Од 1970. до 1980.
- 1970 — Радослав Златановић, за песму Облак овај, учени чергар над мојом главом, и Ратко Делетић, за песму Ноћ скупља вијека[3].
- 1971 — Петар Сарић, за песму Мир Богородице Љевишке, и Љуба Поповић, за више песама.
- 1972 — Даринка Јеврић за песму "Дечанска звона или светковина срца" и Милорад Петровић за песму "Луда звона".
- 1973 — Бранислава Томић, за више песама.
- 1974 — Раде М. Николић и Мираш Мартиновић.
- 1975 — Светислав Влаховић, за три песме.
- 1976 — Србољуб Тасић, за песму Остављени виноград, и Бећир Муслију, за песму Река што мирише на ружу.
- 1977 — Милутин Србљак, за песму Пећином, и Муса Рамадани, за песму Љубав.
- 1978 — Благоје Савић, за песму Дрвеће у мојој соби, и Али Подримји, за песму Простор.
- 1979 — Стоиљко Станишић, за песму Дрвеће у мојој соби; Неџат Халими, за песму Шаљеш ме у дрвену шуму; Бајрам-Ибрахим Роговали, за песму Мост љубави.
- 1980 — Алија Џоговић, за песму Вратити се тихо са Алеута.

#### Од 1981. до 1990.
- 1981 — Слободан Вукановић, за песму Питалице младих у забавишту сазвежђа Сагитарије.
- 1982 — Мирко Жарић, за песму Мементо.
- 1983 — Слободан Костић, за песму Немушти језик.
- 1984 — Драгомир Костић, за песму Потчињавање вољи.
- 1985 — Адам Пуслојић, за песму Грачанички триптих.
- 1986 — Радосав Стојановић, за песму Стуб равнотеже.
- 1987 — Љубица Милетић, за песму Песма виду који неће да види дан.
- 1988 — Радомир Стојановић, за циклус песама.
- 1989 — Александар Аца Деспотовић, за песму Светопољска несаница.
- 1990 — Крстивоје Илић, за песму Тужаљка за Лазаром.

#### Од 1991. до 2000.
- 1991 — Лазар Дашић, за циклус песама.
- 1992 — Драгиша Бојовић
- 1993 — Момир Војводић, за песму Поскитани народ.
- 1994 — Добрица Ерић, за песму Злодух.
- 1995 — Комнен Булатовић, за песму Доживљавање историје.
- 1996 — Ненад Грујичић, за песму Појци знају сонет.
- 1997 — Радослав Војводић, за циклус песама.
- 1998 — Слободан Стојадиновић, за песму Ишаран украсима несанице.
- 1999–2000 — није додељивана.

#### Од 2001. до 2010.
- 2001 — није додељена
- 2002 — није додељена
- 2003 — није додељена
- 2004 — Ранко Ђиновић
- 2005 — Милан Михајловић
- 2006 — Милица Јефтимијевић Лилић
- 2007 — Ратко Поповић
- 2008 — Милоје Дончић
- 2009 — Слободан Ракитић
- 2010 — Зоран Вучић

#### Од 2011. до 2020.
- 2011 — Живојин Ракочевић
- 2012 — Новица Соврлић
- 2013 — Ненад Раденковић Јера
- 2014 — Даринка Вучинић
- 2015 — Видосава Арсенијевић
- 2016 — Матија Бећковић.[4]
- 2017 — Љубивоје Ршумовић, за песму „Жице око Грачанице”.[5]
- 2018 — Рајко Петров Ного.[6]
- 2019 — Милован Витезовић.[7]
- 2020 — Новица Ђурић.[8]

#### Од 2021. до 2030.
- 2021 — Братислав Р. Милановић, за поему „Једна глава”.[9]
- 2022 — Видак Масловарић.[10]

## Добитници награде за прозу
- 1986 — Видосав Стевановић, за приповетку Шанац (одломак из необј. романа).
- 1987 — Данило Николић, за приповетку Улазак у свет.
- 1988 — Јован Радуловић, за прозу Даље од олтара (одломак из необј. романа).
- 1989 — Петар Сарић, за приповетку Петрушино казивање (одломак из необј. романа Петруша и Милуша).
- 1990 — Ацо Ракочевић, за приповетку Самоћа.
- 1991 — Саша Хаџи Танчић, за прозу Завађени.
- 1992 — Радосав Стојановић, за приповетку Врла страна.
- 1993 — није додељена
- 1994 — Драгутин Рајковић, за приповетку Умри у право време.
- 1995 — није додељена
- 1996 — Славен Радовановић, за приповетку Никејски голуб.
- 1997 — Новица Китић, за пет прича.
- 1998 — Радослав Братић, за приповетку Пут у земљу Херцега Стефана.

## Галерија
- Биста Лазара Вучковића на гробљу у Горњем Селу, у Средачкој жупи, аутор Светомир Арсић-Басара
- Изглед дипломе која се добијала уз награду за прозу, део колекције Адлигата